# أنطونيو كامبوس
أنطونيو كامبوس (مواليد 24 أغسطس 1983) (بالإنجليزية: Antonio Campos) هو مخرج وكاتب سيناريو ومنتج أفلام أمريكي من أصول برازيلية، معروف بإخراجه لأفلام : بعد المدرسة (Afterschool) سنة 2008، سيمون القاتل (Simon Killer) سنة 2012، كريستين (Christine) سنة 2016.

## روابط خارجية
- أنطونيو كامبوس على موقع IMDb (الإنجليزية)
- أنطونيو كامبوس على موقع ألو سيني (الفرنسية)
- أنطونيو كامبوس على موقع أول موفي (الإنجليزية)
- أنطونيو كامبوس على موقع قاعدة بيانات الفيلم (الإنجليزية)
- أنطونيو كامبوس على موقع كينوبويسك (الروسية)